# Maria Paseka
Maria Valerievna Paseka (en russe : Мария Валерьевна Пасека), née le 19 juillet 1995 à Moscou, est une gymnaste artistique russe.

## Biographie
Maria Paseka remporte aux Jeux olympiques d'été de 2012 à Londres la médaille d'argent du concours général par équipes féminin avec Ksenia Afanasieva, Viktoria Komova, Aliya Mustafina et Anastasia Grishina. Elle est médaillée de bronze au saut de cheval derrière Sandra Izbasa et McKayla Maroney .

## Palmarès

### Jeux olympiques
- Londres 2012
  -  médaille d'argent au concours général par équipes.
  -  médaille de bronze au saut de cheval.
- Rio 2016
  -  médaille d'argent au concours général par équipes.
  -  médaille d'argent au saut de cheval.

### Championnats du monde
- Glasgow 2015
  -  médaille d'or au saut de cheval.
- Montréal 2017
  -  médaille d'or au saut de cheval

### Championnats d'Europe
- Bruxelles 2012
  -  médaille d'argent au concours général par équipes.

- Moscou 2013
  -  médaille de bronze aux barres asymétriques.

- Montpellier 2015
  -  médaille d'or au saut de cheval.

- Szczecin 2019
  -  médaille d'or au saut de cheval.